# カガヤンの戦い (1582年)
1582年のカガヤンの戦いは、フアン・パブロ・デ・カリオン提督率いるフィリピン・スペイン軍と、日本人タイ・フーサ率いる倭寇との間で行われた一連の衝突である。カガヤン川周辺で行われたこれらの戦いは、最終的にスペイン軍の勝利となった。
日本と中国を中心とした倭寇側は海賊、浪人、軍人、漁師、商人（密輸もしくは合法）からなる大集団で大型のジャンク船と18隻のサンパン（平底の木造漁船）を持っていた。それに対しフィリピン軍は銃士、槍兵、ロデレロ、水兵を含む少数の兵士と、1隻のガレオン船を含む7隻の船にて戦いを繰り広げた。

## 背景
1571年のスペイン人の調査報告によると、日本人の海賊、密輸商人の植民地はマニラ、カガヤン・バレー地方、コルディリェラ、リンガエン、バターン、カタンドゥアネスにあった。
1573年頃、日本人はフィリピンのルソン島、メトロマニラ、パンガシナン州の各州、リンガエン地方で金と銀を交換しており、1580年には多数の倭寇がカガヤンの原住民を服従させていた。
これに対しフィリピン総督ゴンサロ・ロンキージョ・デ・ペニャローサは、スペイン海軍の艦長であったフアン・パブロ・デ・カリオンに海賊対策を要請した。
ロンキージョは1582年6月16日にフェリペ2世に次のような手紙を出している。
日本人は最も好戦的な人々だ。彼らは銃を持ちこみ、鎧を着て、多くの弓兵や槍兵を連れてくる。すべてはポルトガル人から提供されたものだ
カリオンは率先して南シナ海で中国製と思わしき倭寇船を砲撃して行動不能にした。その報復として、タイ・フーサ（または大夫様）が艦隊を率いてフィリピン群島に向けて出撃した。

## 戦力
倭寇艦隊は、ジャンク1隻とサンパン18隻で構成されていた。日本、中国、フィリピンの海賊で構成されていたが、リーダーの名前からして日本人が船団を率いていたと考えられる。スペインの資料ではタイ・フーサ（Tay Fusa）と記録されており日本名とは一致しないが、Taifu-sama（大夫様）の音訳である可能性がある。また泉漳語では「ターイフー」、北京語では「ダーフー」と発音される。 彼らは、刃物だけでなく、ポルトガル人から供与されたマスケット銃も携行していた。
倭寇に対抗するため、カリオンは40人の兵士と、5隻の小型支援船、1隻の軽船（「サン・ユセペ」）、1隻のガレオン船（「ラ・カピターナ」）とそれぞれの乗組員を含む7隻の船を集めた。  中国の資料では、倭寇はマスケット銃を撃つのが苦手だったとするものがあるが、これは良質の火薬が不足していたためだと考えられている。

## 戦闘
ボガドール岬を過ぎたところで、スペインの艦隊は倭寇のサンパン船に遭遇した。このサンパン船は最近この海岸に到着したばかりで、倭寇は先住民を虐待していた。カリオンは数の上では倭寇に劣るものの、サンパンと海戦を繰り広げ、最終的に乗船した。スペインのロデレオたちは、日本刀を持った甲冑の日本人倭寇と遭遇した。最初は成功したものの、スペイン兵は自分たちの船に引き戻され、船の甲板が戦場となった。最終的にスペイン軍は、タイミングよく他の艦隊が増援してきたこともあり、スペイン人の槍兵を前方に、アーキバスとマスケット銃兵を後方に配置した即席の胸墻（低い壁）を作って、戦いを再び有利に進めた。スペイン軍は最初の犠牲者を出したが、その中にはガレー船の船長ペロ・ルーカスがいた。
船団はカガヤン川を下っていき、18隻のサンパンの船団と内陸に建てられた倭寇の砦を見つけた。スペイン艦隊は大砲を使って強引に突破し、陸上に降り立った。そしてガレオン船から降ろした大砲を塹壕に組み入れ、絶えず海賊を砲撃した。倭寇は降伏交渉を求めたので、カリオンは彼らにルソン島からの退去を命じた。海賊は撤退した場合に被る損失の補償として金を要求したが、カリオンはこれを真っ向から拒否した。この後、倭寇は600人ほどの兵力で陸攻めを決行した。
スペイン軍の塹壕には兵士と水兵がいたが、最初の攻撃に耐え、次の攻撃にも耐えた。3回目の攻撃では、スペイン軍は火薬が不足しており、塹壕が破られそうなほどの接近戦となった。しかし倭寇の攻撃が弱まったので、スペイン人は塹壕から出てきて攻撃し、残りの倭寇を掃討した。スペイン軍は、戦場に残された武器（日本刀や鎧など）を略奪し、戦利品として保管した。

## 影響
援軍が到着し平和が取り戻されると、カリオンはヌエバ・セゴビアを設置した。その後、海賊の活動はまばらになったが、この戦いの激しさが残した余韻から、総督はより多くの軍隊を要請した。カガヤン付近の商業活動はパンガシナンのリンガエン、アグーの港に集中しており、主に鹿の皮の貿易が行われていた。